# 米川泰夫
米川 泰夫（よねかわ やすお、1927年12月14日 - 2007年3月30日）は、大阪府大阪市天王寺区下味原町出身の元プロ野球選手（投手）・コーチ、解説者。
「駒沢の暴れん坊」と呼ばれた時代の東映フライヤーズのエース。下位に低迷するチームにあって先発・抑えに大車輪の活躍で天皇の愛称で呼ばれた。1950年代前半に3度に亘って20勝を挙げるも、1955年・1956年と2年連続リーグ最多敗戦投手になるなど、パ・リーグ記録となるシーズン20敗を4度も記録している。また、延長22回、264球（無失点）という1試合最多投球回・投球数のパ・リーグ記録も持つ。

## 経歴
プロ入りまで
浪華商業卒業後、甲種予科練に合格して、1944年に松山海軍航空隊に入隊。松山航空隊が空襲で焼失してからは浦戸海軍航空隊に移った。復員後の1948年に野球部の勧誘を受けて立命館大学に進学。実家の立地が良かったことから、野球の傍らで自宅で運動具店・喫茶店を経営する。ほかに、あちこちで軟式野球が行われているのに目を付け、「軟式野球の情報を活字にして大阪中にばらまいたら売れるはずだ」と考えて「軟式週報社」という週刊の新聞社も作った。軟式野球をやっている所へ行って売り歩いたが、皆が回し読みするために1ヶ所で1部づつしか売れず、2ヶ月ほどで廃刊になってしまったという。
現役時代
1948年秋に立命館大が関西六大学リーグで優勝すると、阪急と東急から勧誘を受ける。米川は地元の阪急に入団しても良いと考えたが、阪急との入団交渉に臨んだ際、当日扁桃腺が腫れていたことから喉にガーゼを巻き、進駐軍のセーター姿に下駄を履いて約束の場所である阪急本社の貴賓室へ訪れたため、「失礼な男だ」と球団幹部を激怒させ、話は流れた。その後は筒中セルロイドを経て、1949年7月に契約金20万円、初任給2万円で東急へ入団し、同20日の大映戦（後楽園）で初めて東急のユニフォームを着る。この試合の6回表に二番・三村勲のピッチャーライナーを腹部に受けて東急先発の黒尾重明が突如降板したため、米川が後を受けて緊急登板する。米川は2ヶ月ほどまともに練習していなかった上に無死満塁の場面での初登板となったが、3番・小鶴誠、4番・大岡虎雄、5番・加藤正二のクリーンナップを打ち取ってピンチを切り抜けた。同年9月25日の阪急戦（後楽園）で初勝利を挙げると、閉幕までに3勝を挙げている。同年オフのセ・パ両リーグ分立に際して、米川は大洋ホエールズ・大映スターズから引き抜き攻勢にさらされる。そこで、東急球団代表・猿丸元は箱根早雲山の麓にあった自分の別荘に、次いで伊東温泉に米川の身柄を隠したという。
2年目の1950年には白木義一郎に代わってエースとなり、リーグ最多の363回2/3を投げて、23勝23敗、防御率3.24（リーグ7位）を記録。207奪三振はリーグトップであったが、シーズン最多失点182、投手シーズン最多失策12のパ・リーグ記録も残している。3年目の1951年も40試合登板で27完投19勝（12敗）、2年連続となるリーグ最多投球回数の294回2/3を投げ、防御率2.35でリーグ5位に入った。同年11月13日には岡山県野球場のこけら落しとなった日米野球第4戦に全パの3番手で登板し、「とにかくアメリカさんになめられちゃいかんから全力でいった」と渾身の投球で2回2/3を投げ3奪三振の力投を見せ、日本の1勝目に貢献。
1952年は故障でわずか1勝に留まるが、翌1953年は復活して16勝（21敗）を挙げ、180奪三振で2度目のリーグ最多奪三振を記録する。1954年は35回連続無失点を記録したほか、10月10日の近鉄戦（大阪）では延長22回、264球を投げて無失点に抑え（23回からリリーフの上野重雄が打たれチームはサヨナラ負け）、1試合最多投球回・投球数のパ・リーグ記録を作る。シーズンでは1950年に並ぶ自己最多の23勝（14敗）をマークし、防御率も2.43でリーグ9位に入った。翌1955年も22勝（21敗）と2年連続20勝を挙げるとともに、防御率2.26（リーグ6位）と好成績を残している。
1956年はリーグ4位の182奪三振を奪うも、10勝21敗、防御率3.13（リーグ12位）といずれもリーグ最下位に沈むと、以降1957年は9勝、1958年は5勝と年々成績を落とした。
1958年オフに10年選手制度を利用して西鉄ライオンズへ移籍。移籍に当たって、東映の大川博オーナーからボーナスとして千円札1万枚で1,000万円を受け取り、この際に大川から「君を西鉄に送り出すのは、将来東映の監督として戻ってきてほしいためだ。日本一になった西鉄のあり方を勉強してきてほしい」と言われたという。西鉄への移籍については、米川が西鉄に強かったために他チームに取られてはまずいとの、三原脩監督の意向があったともされる。西鉄では阪急から移籍してきた阿部八郎と共にワンポイントリリーフとして活躍が期待されたが、1959年夏頃から外角低めのスライダーが曲がらずに甘く入るようになる。結局、シーズンでも僅か1勝に終わり、同年限りで現役を引退。
現役引退後
引退すると、同年12月に株式会社米川建設を設立し、立正佼成会や青山学院大学野球部合宿などを建築する。さらに隣接地で不動産業や婦人服専門店も営んだほか、渋谷の恋文横丁でコックをやっていた男性を引き抜いて府中市内に餃子専門店「米川」も開いたが、1964年に米川建設はアイスクリーム工場の建設にあたって3000万円の不渡手形を掴ませられて倒産。
1965年に今度は中央区日本橋人形町に料理屋「米川」を開店し、後にステーキハウスも併設した。客商売を10年以上続けたが、馴染み客を大事にするより、ターミナル駅に出て一見客を相手にしている方が楽で儲かるようになってきたことに嫌気がさして閉店。
1973年からはかつての監督であった井野川利春の伝で、井野川と岡山の同郷で明治大学の同窓である石津謙介のヴァンヂャケットに入社。
一時期は日本教育テレビ解説者も務めるも、実業家として野球を離れていた。米川が営んでいた料理屋に江藤慎一がよく飲みに来ていた関係で交流があり、1975年に江藤が太平洋クラブライオンズの選手兼任監督に就任すると、江藤の招聘で米川は一軍投手コーチに就任。西鉄時代以来のAクラス入りを果すも、江藤の退任に伴って米川も1年でコーチを辞任。
親族の話に依ると、2007年3月30日、東京都羽村市神明台4丁目2番地2にある特別養護老人ホーム神明園にて老衰で死亡した。埋葬又は火葬の年月日は、2007年6月24日であった。埋葬先は、神奈川県鎌倉市十二所512にある鎌倉霊園であったが、2023年に墓地が返還された後、二女とその配偶者により宮崎県宮崎市青島沖に海洋散骨された。

## 選手としての特徴
落ちる"ヨネボール"を得意とし、沢村栄治を彷彿とする投球フォームで人気を博した。最盛期の1954年には延長22回、264球を投げて無失点に抑えるなど、無尽蔵のスタミナを武器としていた。

## 詳細情報

### 年度別投手成績
| 年 度      | 球 団      | 登 板 | 先 発 | 完 投 | 完 封 | 無 四 球 | 勝 利 | 敗 戦 | セ 丨 ブ | ホ 丨 ル ド | 勝 率 | 打 者 | 投 球 回 | 被 安 打 | 被 本 塁 打 | 与 四 球 | 敬 遠 | 与 死 球 | 奪 三 振 | 暴 投 | ボ 丨 ク | 失 点 | 自 責 点 | 防 御 率 | W H I P |
| ---------- | ---------- | ----- | ----- | ----- | ----- | -------- | ----- | ----- | -------- | ----------- | ----- | ----- | -------- | -------- | ----------- | -------- | ----- | -------- | -------- | ----- | -------- | ----- | -------- | -------- | ------- |
| 1949       | 東急 東映  | 15    | 5     | 1     | 0     | 0        | 3     | 2     | --       | --          | .600  | 265   | 62.1     | 55       | 4           | 27       | --    | 1        | 27       | 0     | 0        | 28    | 24       | 3.43     | 1.32    |
| 1950       | 東急 東映  | 58    | 36    | 27    | 2     | 4        | 23    | 23    | --       | --          | .500  | 1546  | 363.2    | 349      | 27          | 96       | --    | 6        | 207      | 0     | 1        | 182   | 131      | 3.24     | 1.22    |
| 1951       | 東急 東映  | 40    | 32    | 27    | 1     | 2        | 19    | 12    | --       | --          | .613  | 1173  | 294.2    | 248      | 17          | 67       | --    | 6        | 135      | 0     | 2        | 94    | 77       | 2.35     | 1.07    |
| 1952       | 東急 東映  | 5     | 4     | 2     | 0     | 0        | 1     | 2     | --       | --          | .333  | 96    | 23.2     | 20       | 0           | 6        | --    | 2        | 7        | 0     | 0        | 6     | 6        | 2.25     | 1.10    |
| 1953       | 東急 東映  | 45    | 35    | 21    | 6     | 5        | 16    | 21    | --       | --          | .432  | 1119  | 274.0    | 259      | 10          | 60       | --    | 0        | 180      | 0     | 0        | 105   | 84       | 2.76     | 1.16    |
| 1954       | 東急 東映  | 56    | 25    | 15    | 1     | 0        | 23    | 14    | --       | --          | .622  | 1226  | 299.1    | 240      | 9           | 86       | --    | 5        | 204      | 4     | 0        | 105   | 81       | 2.43     | 1.09    |
| 1955       | 東急 東映  | 55    | 32    | 25    | 4     | 1        | 22    | 21    | --       | --          | .512  | 1431  | 353.1    | 321      | 8           | 83       | 7     | 5        | 185      | 2     | 1        | 110   | 89       | 2.26     | 1.14    |
| 1956       | 東急 東映  | 44    | 36    | 11    | 3     | 2        | 10    | 21    | --       | --          | .323  | 1069  | 265.0    | 249      | 13          | 49       | 1     | 4        | 182      | 0     | 0        | 113   | 92       | 3.12     | 1.12    |
| 1957       | 東急 東映  | 26    | 18    | 7     | 0     | 1        | 9     | 11    | --       | --          | .450  | 594   | 148.1    | 133      | 3           | 20       | 0     | 3        | 86       | 0     | 0        | 53    | 45       | 2.72     | 1.03    |
| 1958       | 東急 東映  | 31    | 15    | 3     | 1     | 0        | 5     | 10    | --       | --          | .333  | 522   | 126.1    | 126      | 7           | 27       | 2     | 4        | 89       | 0     | 0        | 58    | 45       | 3.19     | 1.21    |
| 1959       | 西鉄       | 28    | 4     | 0     | 0     | 0        | 1     | 5     | --       | --          | .167  | 283   | 63.2     | 77       | 5           | 15       | 0     | 3        | 44       | 1     | 0        | 44    | 37       | 5.20     | 1.45    |
| 通算：11年 | 通算：11年 | 403   | 242   | 139   | 18    | 15       | 132   | 142   | --       | --          | .482  | 9324  | 2274.1   | 2077     | 103         | 536      | 10    | 39       | 1346     | 7     | 4        | 898   | 711      | 2.81     | 1.15    |

- 各年度の太字はリーグ最高
- 東急（東急フライヤーズ）は、1954年に東映（東映フライヤーズ）に球団名を変更

### タイトル
- 最多奪三振：2回 （1950年、1953年）  ※当時連盟表彰なし、パシフィック・リーグでは1989年より表彰

### 記録
初記録
- 初勝利：1949年9月25日、対阪急ブレーブス15回戦（後楽園球場）

節目の記録
- 100勝：1955年8月21日、対毎日オリオンズ14回戦（駒澤野球場）

その他の記録
- 1試合最多投球数：264、1954年10月10日、対近鉄パールス戦、22回 ※パ・リーグ記録[18]
- 1試合最多投球回：22、1954年10月10日、対近鉄パールス戦  ※パ・リーグ記録[18]
- 1試合最多被安打：19、1951年10月7日、対大映スターズ戦 ※パ・リーグ記録[19]
- シーズン最多失点：182、1950年 ※パ・リーグ記録[20]
- シーズン最多失策：12、1950年 ※パ・リーグ記録（投手）[21]
- シーズン20敗以上の回数：4、1950年、1953年、1955年、1956年 ※パ・リーグ記録[22]
- オールスターゲーム出場：4回 （1951年、1953年 - 1955年）

### 背番号
- 1 （1949年）
- 19 （1950年 - 1959年）
- 73 （1975年）